# 東禪寺 (東京都港區)
東禪寺（とうぜんじ）是位在日本東京都港區的寺院，臨濟宗妙心寺派別格本山。山號「佛日山」（ぶつにちざん）。開基（創立者）為伊東祐慶、開山（初代住持）為嶺南崇六。幕末，英國公使館設在此寺，「東禪寺事件」的事發地點。

## 關連項目
- 東禪寺

## 外部連結
- 東禪寺